# Равка (річка)
Равка( пол. Rawka) — річка в Польщі, у Равському повіті Лодзинського воєводства. Права притока Бзури (басейн Балтійського моря).

## Опис
Довжина річки 90 км, найкоротша відстань між витоком і гирлом — 45,52 км, коефіцієнт звивистості річки — 1,98 м/км, середньорічні витрати води у гирлі річки — 5,3 м³/с. Площа басейну водозбору 1192 км².

## Розташування
Бере початок на північно-східній стороні від міста Колюшки. Спочатку тече на північний схід через Вежхи, біля Мошциська повертає на південний схід і тече через Волю Наропінську. У Лохуві Новому повертає на північний захід і тече через місто Раву Мазовецьку. У Долецьку повертає на північний захід і біля Патокі впадає у річку Бзуру, ліву притоку Вісли.
Притоки: Крем'янка (Krzemionka), Рулька (Rulka), Рокита (Rokita), Хойнатка (Chojnatka), Білка (Białka), Коробивка (Korobiewka), Грабянка (Grabianka) (праві).

## Іхтіофауна
- У річці водяться такі види риб: плотва, окунь, язь, короп, карась, линок, мінога, щука, головень.

## Історія
- Під час Першої світової війни на лінії Равка — Бзура з грудня 1914 року до липня 1915 року проходила німецько-російська лінія фронту і боротьба мала характер траншейної війни. (Лодзька битва).

## Цікавий факт
- Річка протікає територією Болімув ландшафним парком (пол. Bolimów Landscape Park).